# Schloss Gleinitz

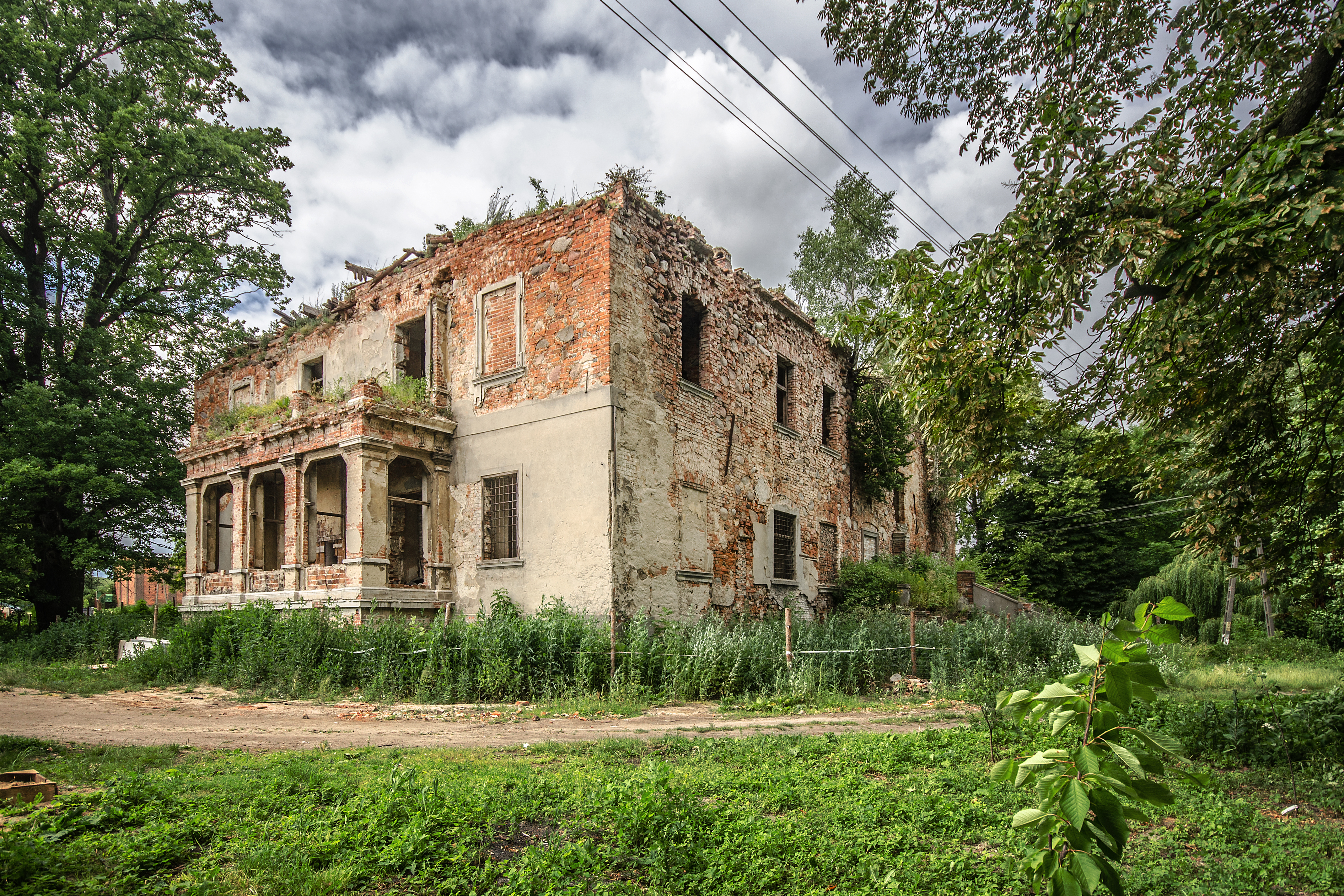
Gartenseite

Schloss Gleinitz (polnisch Pałac w Glinicy) ist ein ruinöses Schloss in Glinica (deutsch Gleinitz) in der Woiwodschaft Niederschlesien in Polen.

## Geschichte
Gleinitz, darunter die Wasserburg, war über die Jahrhunderte im Besitz derer von Niebelschütz. In einem Kaufvertrag von 1446 erwarben die Brüder Nickel, Georg und Laslaw von Niebelschütz Gut Gleinitz mit zugehörigen Vorwerken, Mühlen, und Teichen. Auch das benachbarte Stumberg gehörte zum Besitz. Auch Melchior von Niebelschütz war im Besitz des Gutes im 16. Jahrhundert. Im Jahr 1626 war Gleinitz Familienfideikommiss des Landesältesten Johann von Niebelschütz, der auch Gesandter am Hof des Kaisers und führender Protestant war.
Schloss Gleinitz überstand den Dreißigjährigen Krieg unbeschädigt. Danach war es lange nicht bewohnt. Das heutige Gebäude entstand um 1680 im Renaissancestil. Im 17. Jahrhundert erfolgte ein Wiederaufbau im Stil des Frühbarock. 1836 wurde der Bau wiederhergestellt und das Dachgeschoss ausgebaut. Statt des ursprünglichen Walmdachs wurde er nun mit Ziegeln und Schiefer gedeckt. Um 1900 kam an der Gartenseite eine Terrasse mit Balkon hinzu. Heute ist Schloss Gleinitz eine Ruine.

## Die Staatskasse des Herzogtums Glogau-Sagan in Gleinitz
Johann von Niebelschütz vereinbarte mit dem katholischen Landeshauptmann von Oppersdorff und seinem katholischen Vetter Johann-Ernst, die Staatskasse des Herzogtums Glogau-Sagan in Gleinitz vor dem Zugriff von Graf Ernst von Mansfeld zu verstecken. Johann-Ernst wurde nach Ungarn verschleppt und zu Tode gefoltert, weil er das Versteck nicht verriet. Seine Witwe Anna von Broschnitz wurde heimlich in der Familiengruft beigesetzt, auf Betreiben der Jesuiten 1663 aus der Gruft entfernt und nach Groß-Tschirnau gebracht, danach aber wieder in der Familiengruft beigesetzt.

### Rittergut
Schloss Gleinitz entwickelte sich zu einem traditionsreichen Gutsbetrieb. Letzte Eigentümer waren u. a. der Landesälteste der Glogau-Saganer Fsst. Landschaft, Felix von Niebelschütz (1836–1898), verheiratet mit Natalie Gräfin von und zu Egloffstein-Arklitten (1840–1907), dann deren unvermählt gebliebene Tochter Alessa von Niebelschütz (1866–1946). Ihr folgte in Form der Adaption seit 1922 der eigene Cousin, der Fregattenkapitän Ernst von Niebelschütz und Gleinitz. Auf Schloss Gleinitz verlebte seinen Lebensabend der Baron Hamilcar von Foelkersam.

## Umgebung
Das Schloss ist umgeben von einem Wassergraben, einem verwilderten Landschaftspark mit Erdböschungen und Wirtschaftsgebäuden aus dem Ende des 19. Jahrhunderts.